# Cratere Ayyub
Ayyub è un cratere sulla superficie di Encelado.